# 일본 6대 도시
일본 6대 도시(일본어: 六大都市 로쿠다이토시[*])는 1922년 일본의 6대도시 행정감독에 관한 법률로 정해진 일본의 6개 도시로 도쿄부 도쿄시, 가나가와현 요코하마시, 아이치현 나고야시, 교토부 교토시, 오사카부 오사카시, 효고현 고베시이며 당시 일본의 인구 상위 6개 도시이기도 하다. 6대시(六大市)라고도 하며 시가 소재된 6개 부현을 6대 부현이라 부르기도 한다.
1943년 7월 1일 도쿄도제가 실시되고 5대 도시 행정감독특례가 시행되며 일본의 법률상 6대 도시 분류는 폐지되었다.

## 역사
"인구폭증지역"(人民輻輳ノ地), 즉 인구가 많은 도시를 1878년 7월 22일 시행한 군구정촌 편제법에 따라 1개 도시당 1개 구만을 유지하나 에도 시기부터 있던 일본 3군인 에도, 오사카, 교토를 계승한 도쿄, 오사카, 교토는 다수의 구를 행정관할로 둔다는 대도시 제도가 도입되었다. 1889년 4월 1일 시 제도가 시행될 때엔 일본 대부분의 구가 구를 폐지하고 시로 바뀌었으며 도쿄, 오사카, 교토 3개는 구를 존치한 체 시를 도입한다는 3시 특례가 시행되었다.
당시 시제 체제에서 일반시는 시의회가 추천한 시장이 임명되었던 것에 반해, 3개시에서는 시장을 두지 않고 일본 내무성이 임명한 부지사가 시 임무를 맡아 사실상 관치였고 자치권이 제한되어 있었다. 이 때문에 자치권 확대를 요구하는 3개 시가 특례철폐운동을 진행해 1898년 시제특례가 폐지되었지만 다른 시에 비해 인구가 매우 많았던 도쿄시는 한층 더 넘어 부로부터 독립을 요구하는 특례시 운동을 진행했으며 메이지 시기 말기에는 오사카시도 이에 합세했다. 다이쇼 데모크라시 시기에 들어가면 3개 시 중 3번째로 인구가 많았던 교토시와 인구가 엇비슷해지는 나고야시, 요코하마시, 고베시를 더한 6개 시가 특례시 운동으로 서로 협력하여 1917년에는 도쿄시에서 제1회 6대도시사무협의회가, 1919년에는 교토시에서 제1회 6대도시시장회의가 열렸다.
국가는 1919년 일본 도로법에 따라 6개 시의 시장에게 국도, 도도부현도의 관리권을 주었다. 1922년에는 6대도시 행정감독에 관한 법률을 시행하여 6개 시는 시가 집행하는 사무 일부에 대한 부현의 인허가를 더 이상 요구하지 않도록 개정하였다. 1943년에는 7월 1일에는 태평양 전쟁 전쟁체제의 일환으로 도쿄부와 도쿄시가 폐지되었고 도쿄도로 바뀌는 도쿄도제가 시행되기 시작했다. 이에 따라 6개시에서 도쿄시가 빠지자 도쿄시를 제외한 5개 시를 묶어 5시도시행정감독특례를 시작하였다. 그 결과 법률상 6개시 분류가 폐지되었다.
법률상 6대 도시라는 개념은 폐지되었지만, 일본의 정기국세조사 등에서는 5대 도시와 구 도쿄도에 속해있던 도쿄도 구부(도쿄 23구)를 합하여 '6대 도시'라고 부르는 관례가 이어졌다. 특히 1936년 9월부터 발표된 시가지 지가(부동산 가격) 지수 통계는 6대 도시 분류가 계속 유지되고 있기 때문에 부동산 업계에서는 6대도시라는 말이 통용된다.

## 같이 보기
- 일본 3대 도시
- 일본 5대 도시
- 삿센히로후쿠 (지방중핵도시)